# Ruth
Otok Ruth (također poznat kao Ruth Cay) je umjetni otok kraj južne obale Saint Croixa u blizini Port Alucroixa, Američki Djevičanski otoci. Nastao je sredinom 1960-ih jaružanjem Krauses Lagune i prostire se na oko 16 Ha.
Budući da na otoku nema malih indijskih mungosa (Urva auropunctata), biolozi su introducirali ugroženog guštera Pholidoscelis polops iz populacije Protestant Caya. Danas na otoku Ruth ima oko 30 guštera.